# Keith B. Alexander
Keith B. Alexander, ameriški general in fizik, * 2. december 1951, Syracuse, New York, Združene države Amerike.
Med 2005–2014 je bil direktor Nacionalne varnostne agencije (NSA).